# Androsace pomeiensis
Androsace pomeiensis är en viveväxtart som beskrevs av C.M. Hu och Yung C. Yang. Androsace pomeiensis ingår i släktet grusvivor, och familjen viveväxter. Inga underarter finns listade i Catalogue of Life.